# Ravindra Tandon
Ravindra Tandon fue un diplomático, indio.
Ravi Tandon fue el hijo de S. P. Tandon.
- En 1956 entró al Indian Foreign Service.
- De 1957 a 1958 fue empleado en Buenos Aires.
- De 1959 a 1961 fue empleado en Washington D. C..
- De 1964 a 1966 fue subsecretario en el Ministerio de Asuntos Exteriores (India).
- De 1967 a 1969 fue primer secretario de embajada en Bruselas.
- De 1969 a 1971 fue consejero de embajada en Bonn.
- De 1971 a 1973 fue consejero de embajada en El Cairo.
- De 1974 a 1976 fue el primer embajador residente en La Habana.
- A partir de enero de 1977 fue Sénior Staff Directivo del en:National Defence College (India).
- De 1980 al 21 de septiembre de 1981 fue Alto Comisionado en Lusaka (Zambia) con comisión en Gaborone y concurrente el primer embajador no residente en Luanda (Angola).[1]
- En 1982 fue designado embajador en Madrid pero murió antes de tomar posesión de este cargo en un accidente de Parapente en Nueva Delhi.[2]